# 井手佐三郎

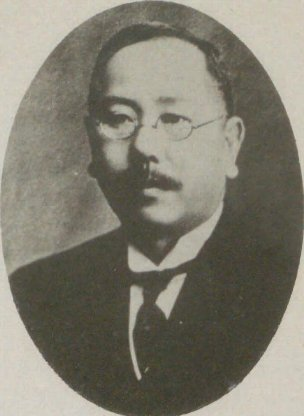
井手佐三郎

井手 佐三郎（いで ささぶろう、文久2年11月10日（1862年12月30日） - 大正10年（1921年）5月26日）は、日本の教育者。福岡市長。

## 経歴
筑前国上座郡池田村（現在の福岡県朝倉市）出身。1881年（明治14年）から1884年（明治17年）まで慶應義塾で学んだ。卒業後は時事新報社に勤務したが、教員となり、愛知県中学校、広島県師範学校、徳島県尋常中学校に勤務した。1894年（明治27年）、母校慶應義塾の教師に転じる。1899年（明治32年）、茨城県中学校校長に就任。1904年（明治37年）、岐阜県視学官となり、1909年（明治42年）には長崎県事務官となった。
1914年（大正3年）、福岡市長に選出された。